# 高雄市立鳳翔國民中學
高雄市立鳳翔國民中學，簡稱鳳翔國中，是高雄市鳳山區一所國民中學。

## 歷史
鳳翔國中經費來自港務局，為高雄港洲際貨櫃中心第一期工程計畫的衍生物，第一期校舍總經費為2億2300萬元。第二期校舍於2022年10月17日開始動土，將興建普通教室9間、專科教室3間與一棟體育館，總工程預算1億4仟5佰萬元，由高雄市政府經費支應，預計113年2月份完工，但截至114年2月，該工程仍未完工。

## 校園
鳳翔國中校園主要可以分為靜態空間（教學區）與動態區域。狹義上，動態區域指操場、球場，教學區則指教室、走廊、樓梯、辦公室及其相鄰區域；廣義上，動態區域汎指西側門以西無建築遮蔽的空間，教學區則汎指西側門以東有建築遮蔽的室內空間。實際的分隔線是自音樂教室與西側門的連線往南延伸，以西的區域稱為動態區域，以東的區域稱為教學區。
根據《高雄市立鳳翔國民中學學生生活規範》第33條規定：「禁止於靜態空間玩耍（包含教室、走廊、樓梯、辦公室等相鄰區域），需活動者請至動態區域（操場與球場）。」學生被禁止在教學區喧嘩、奔跑、嬉鬧。
包含尚未完成的第二期教學區分為8個部分，從南而北分別是A棟、B棟以此類推至H棟。中間跳過了G棟，據說是自103年起開始的家政教室、童軍教室、室內活動中心建案，卻因為經費短缺直至今日遲未動工。
於操場西方之籃球場為全國第一座太陽能風雨球場。

## 歷任校長
- 第一任：徐易男（2013—2021）
- 第二任：謝忠保（2021—2025）
- 第三任：謝慧珍（2025—）

## 社團活動

### 合唱團
合唱團是鳳翔國中最引以為傲的社團，其宗旨在於培養傑出音樂人才，內容為男女混聲合唱。
作為學校比賽隊伍，鳳翔國中十分注重合唱團之日常訓練，編列巨額預算在培養學員。
每年皆會編列經費到外地比賽、演出。甚至2018年，與教育局合作，出國到日本成田中學校參觀演出。
2016年，日本長野縣總合教育中心來訪高雄參觀特色學校，其中來到鳳翔國中並參觀合唱團演出。

### 翔太鼓社
翔太鼓社同為鳳翔國中引以為傲的社團，鳳翔國中同樣投入大量經費在購買太鼓、培育相關人才。
每年新年，翔太鼓社皆會至鳳翔國中附近的飛鳳宮表演太鼓。

### 籃球社
籃球社是鳳翔國中的學校體育隊伍，經常在市內比賽出賽。